# Liste des paroisses civiles du Hertfordshire

Localisation du comté de Hertfordshire en Angleterre.

Voici la liste des paroisses civiles du comté cérémoniel du Hertfordshire, en Angleterre.

## Liste des paroisses civiles par district

### Borough de Broxbourne
Les anciens districts urbains de Cheshunt et Hoddesdon ne sont pas découpés en paroisses.

### District de Dacorum

Carte du district de Dacorum.

Ce district est entièrement découpé en paroisses, à l'exception de l'ancien borough municipal de Hemel Hempstead.
- Aldbury
- Berkhamsted (ville)
- Bovingdon
- Chipperfield
- Flamstead
- Flaunden
- Great Gaddesden
- Kings Langley
- Little Gaddesden
- Markyate
- Nash Mills
- Nettleden with Potten End
- Northchurch
- Tring (ville)
- Tring Rural
- Wigginton

### District du East Hertfordshire

Carte du district du East Hertfordshire.

Ce district est entièrement découpé en paroisses.
- Albury
- Anstey
- Ardeley
- Aspenden
- Aston
- Bayford
- Bengeo Rural
- Benington
- Bishop's Stortford (ville)
- Bramfield
- Braughing
- Brent Pelham
- Brickendon Liberty
- Buckland
- Buntingford (ville)
- Cottered
- Datchworth
- Eastwick
- Furneux Pelham
- Gilston
- Great Amwell
- Great Munden
- Hertford (ville)
- Hertford Heath
- Hertingfordbury
- High Wych
- Hormead
- Hunsdon
- Little Berkhamsted
- Little Hadham
- Little Munden
- Meesden
- Much Hadham
- Sacombe
- Sawbridgeworth (ville)
- Standon
- Stanstead Abbots
- Stanstead St Margarets
- Stapleford
- Stocking Pelham
- Tewin
- Thorley
- Thundridge
- Walkern
- Ware (ville)
- Wareside
- Watton at Stone
- Westmill
- Widford
- Wyddial

### District de Hertsmere

Carte du district de Hertsmere.

Ce district est entièrement découpé en paroisses, à l'exception des anciens districts urbains de Bushey et Potters Bar.
- Aldenham
- Elstree and Borehamwood (ville)
- Ridge
- Shenley
- South Mimms

### District du North Hertfordshire

Carte du district du North Hertfordshire.

Ce district est entièrement découpé en paroisses, à l'exception des anciens districts urbains de Baldock, Hitchin et Letchworth.
- Ashwell
- Barkway
- Barley
- Bygrave
- Caldecote
- Clothall
- Codicote
- Graveley
- Great Ashby
- Hexton
- Hinxworth
- Holwell
- Ickleford
- Kelshall
- Kimpton
- King's Walden
- Knebworth
- Langley
- Lilley
- Newnham
- Nuthampstead
- Offley
- Pirton
- Preston
- Radwell
- Reed
- Royston (ville)
- Rushden
- Sandon
- St Ippolyts
- St Paul's Walden
- Therfield
- Wallington
- Weston
- Wymondley

### Cité de St Albans

Carte de la Cité de St Albans.

Ce district est entièrement découpé en paroisses, à l'exception de l'ancien borough municipal de St Albans.
- Colney Heath
- Harpenden (ville)
- Harpenden Rural
- London Colney
- Redbourn
- Sandridge
- St Michael
- St Stephen
- Wheathampstead

### Borough de Stevenage
Ce district n'est pas découpé en paroisses.

### District de Three Rivers

Carte du district de Three Rivers.

Ce district est entièrement découpé en paroisses, à l'exception de l'ancien district urbain de Rickmansworth.
- Abbots Langley
- Chorleywood
- Croxley Green
- Sarratt
- Watford Rural

### Borough de Watford
Ce district n'est pas découpé en paroisses.

### District de Welwyn Hatfield

Carte du district de Welwyn Hatfield.

Ce district est entièrement découpé en paroisses, à l'exception de l'ancien district urbain de Welwyn Garden City.
- Ayot St Lawrence
- Ayot St Peter
- Essendon
- Hatfield (ville)
- North Mymms
- Northaw and Cuffley
- Welwyn
- Woolmer Green